# Pompée-Klasse
Die Achille-Klasse, auch als Pompée-Klasse bezeichnet, war eine Klasse von zwei nominell 74-Kanonen-Linienschiffen (Zweidecker) 3. Ranges der britischen Marine, die nach den Linien des französischen Linienschiffes Pompée der Téméraire-Klasse (Duquesne-Gruppe) gebaut wurde, das 1793 erbeutet wurde.

## Einheiten
| Name    | Bauwerft            | Bestellung    | Kiellegung   | Stapellauf     | Indienststellung | Verbleib        |
| ------- | ------------------- | ------------- | ------------ | -------------- | ---------------- | --------------- |
| Superb  | Pitcher, Northfleet | 10. Juni 1795 | August 1795  | 19. März 1798  | Mai 1798         | 1826 abgewrackt |
| Achille | Cleverly, Gravesend | 10. Juni 1795 | Oktober 1795 | 16. April 1798 | 4. Juli 1798     | 1865 verkauft   |

## Technische Beschreibung
Die Klasse war als Batterieschiff mit zwei durchgehenden Geschützdecks konzipiert und hatte eine Länge auf diesen von 55,48 Metern, eine Breite von 14,94 Metern und einen Tiefgang von 6,4 Metern. Sie waren Rahsegler mit drei Masten (Fockmast, Großmast und Kreuzmast). Der Rumpf schloss im Heckbereich mit einem Heckspiegel, in den Galerien integriert waren, die in die seitlich angebrachten Seitengalerien mündeten.
Die Bewaffnung der Klasse bestand bei Indienststellung aus 84 Geschützen.
|        | Unteres Batteriedeck    | Oberes Batteriedeck     | Backdeck                                         | Achterdeck                                        | Poopdeck                  | Kanonen (Geschossgewicht) |
| ------ | ----------------------- | ----------------------- | ------------------------------------------------ | ------------------------------------------------- | ------------------------- | ------------------------- |
| Design | 30 × 32-Pfünder-Kanonen | 30 × 24-Pfünder-Kanonen | 2 × 18-Pfünder-Kanonen 2 × 32-Pfünder-Karronaden | 4 × 18-Pfünder-Kanonen 10 × 32-Pfünder-Karronaden | 6 × 18-Pfünder-Karronaden | 84 Geschütze (516,99 kg)  |

## Besatzung
Die Besatzung hatte eine Stärke von 640 Mann.